# Toro Seduto
(Toro Seduto)
(Toro Seduto, 1881)
Toro Seduto (Sitting Bull in inglese - in lingua originale lakota Tatanka Yotanka  o Tatanka Iyotake) (Grand River, 1831 – Fort Yates, 15 dicembre 1890) è stato un nativo americano, capo tribù dei Sioux Hunkpapa.
In realtà, il suo nome tradotto correttamente è "Bisonte che si siede", in seguito semplificato dai coloni.
Noto anche come Húŋkešni, cioè "Lento", a causa della sua abitudine di ben riflettere prima di agire, è ricordato nella storia statunitense e dei nativi per avere mobilitato più di 3.500 guerrieri Sioux e Cheyenne nella famosa battaglia del Little Bighorn, dove ottenne una schiacciante vittoria sul colonnello George Armstrong Custer del Settimo cavalleggeri, il 25 giugno 1876.

## I primi anni

### Infanzia
Toro Seduto nacque con il nome (provvisorio, come era l'uso tra i Dakota) Hoka-Psíca (Tasso Saltante) nella zona del fiume Grand River. Già suo padre si chiamava Tȟatȟaŋka Iyotȟaŋka (cioè anche lui "Toro Seduto"), dal quale il figlio prese il nome più tardi. All'età di 14 anni Toro Seduto partecipò a una spedizione di guerra, dove si trovò ad affrontare i guerrieri Crow. Riuscì a raggiungere uno dei guerrieri durante la loro ritirata e riuscì a batterlo mentre cavalcava. Per questo, Toro Seduto si guadagnò una penna di aquila bianca, simbolo di una prima azione coraggiosa e, nello stesso tempo, assunse il nome del padre. Il padre cambiò, a sua volta, nome in "Toro Saltante".

### Matrimonio e famiglia
Non è chiara la storia della famiglia di Toro Seduto. Al suo primo matrimonio, probabilmente avvenuto nel 1851, chiamò la sua sposa Porta Affascinante o Capelli Lucenti. Nel 1857 la moglie partorì un figlio (che morì in età giovane a causa di una rara malattia); Capelli Lucenti morì durante il parto. Sposò in seguito altre donne: Neve Su Di Lei, Donna Rossa, Vista Dal Suo Popolo e Quattro Vesti. Nel 1857 Toro Seduto adottò come figlio un giovane Assiniboin che si fece presto notare come Toro Saltante (in onore del padre di Toro Seduto).

### Status come sant'uomo
Toro Seduto divenne un sant'uomo Sioux (o uomo saggio Sioux), detto wapʿíya wicʿaṡa, durante i suoi primi vent'anni. Le sue responsabilità come sant'uomo inclusero la conoscenza dei rituali e dei complessi religiosi e delle credenze Sioux; imparò anche alcuni fenomeni naturali riferiti alle credenze Sioux. Fu riconosciuto a Toro Seduto che aveva il potere di portare infiniti benefici alla sua gente. Toro Seduto apprese anche tecniche di guarigione con erbe medicinali, sebbene non fosse un uomo di medicina.
A causa del suo status di wapʿíya wicʿaṡa, Toro Seduto era un membro della Buffalo Society, una società legata alla caccia del bisonte. Fu anche membro dell'Heyoka, una società per quelli che praticavano la danza della pioggia e dei contrari, strani personaggi che facevano tutto al contrario.

## Vita di guerriero

### Guerra Dakota del 1862 e le sue conseguenze
Come risultato delle violazioni del trattato da parte degli Stati Uniti, durante gli anni '50 e '60 del XIX secolo, i gruppi Sioux ostili aumentarono in modo crescente a causa dei coloni e dei commercianti insediatisi nei loro territori. Il 17 agosto 1862, scoppiò un conflitto tra le tribù sioux orientali dei Dakota e le autorità e i coloni bianchi del Minnesota. Questo conflitto si concluse con la sconfitta dei nativi, entro la fine dell'anno, dopodiché una buona parte di essi fu costretta a lasciare i propri territori.
I Lakota, e cioè i gruppi sioux più occidentali, furono poi grandi protagonisti dei numerosi conflitti che seguirono nei quindici anni successivi. Alcuni dei sopravvissuti dell'ultima guerra nel Minnesota, rifiutata la resa nei confronti dell'esercito degli Stati Uniti, si trasferirono lungo il fiume Missouri, prendendo il controllo della zona nel 1863, venendo rinforzati dai loro cugini di altre bande sioux, tra cui alcuni Hunkpapa. Malgrado questi rinforzi, il Colonnello Henry Hastings Sibley li sconfisse nella Battaglia di Dead Buffalo Lake, il 26 luglio 1863 e in quella di Stony Lake, il 28 luglio seguente. Toro Seduto probabilmente partecipò a entrambe le battaglie, come anche alla successiva di Whitestone Hill, il 3 settembre. Come negli scontri precedenti, l'esercito statunitense prevalse, uccidendo approssimativamente cento Sioux e catturandone circa centosessanta.
Gli Hunkpapa si ritirarono dopo questa sconfitta, sebbene fossero consapevoli delle future intenzioni dell'esercito americano. Nel giugno 1864, il Generale Alfred Sully mobilitò le sue forze militari, conducendole fuori da Fort Sully (situato alcune miglia a sud di Fort Pierre, Dakota del Sud). Molti gruppi sioux occuparono la zona ai piedi delle Killdeer Mountains, cercando di anticipare l'avanzata militare sul fiume Cannonball. Fra i guerrieri erano presenti non solo Toro Seduto, ma anche suo nipote Toro Bianco, per il quale questo fu il battesimo del fuoco.
La Battaglia di Killdeer Mountain, ebbe luogo il 28 luglio 1864; i Sioux attaccarono per primi, ma furono nettamente sconfitti dall'azione combinata dell'artiglieria e dei soldati. Lo zio di Toro Seduto, Quattro Corna, fu ferito, ma riuscì a sopravvivere e i Sioux si ritirarono. I Sioux attaccarono nuovamente le forze militari, dal 7 al 9 agosto 1864 e furono sconfitti di nuovo. Toro Seduto incoraggiò le varie tribù sioux a riprendere le armi e, anche come risultato dei suoi incitamenti, gli scontri si estesero fino alle Badlands. Dopo la guerra, molti guerrieri lasciarono le loro abitazioni e Toro Seduto, con un gruppo dei suoi, si trasferì nel Sud-Est.
Il 2 settembre 1864 Toro Seduto e i suoi guerrieri assalirono un treno che trasportava emigranti, ma furono attaccati a loro volta dal Capitano James L. Fisk, che stava perlustrando i territori sioux. Toro Seduto venne ferito all'anca e si ritirò temporaneamente dalle guerre, ma la pausa che intervenne nei combattimenti, determinò alla fine un'ulteriore infiltrazione di coloni e cacciatori nelle terre sioux.

### La guerra di Coda Chiazzata
A seguito del massacro degli Cheyenne di Motavato ("Caldaia Nera"), avvenuto a Sand Creek il 29 novembre 1864, per opera delle truppe del colonnello John Chivington, il capo di guerra della suddivisione Sioux Sichangu, Coda Chiazzata (in lakota Sinte Galeshka), scatenò i Teton lungo il Platte River, assediando e distruggendo Julesburg, nel Colorado, il 7 gennaio 1865, riducendo così a mal partito le truppe statunitensi nel territorio: principali luogotenenti di Coda Chiazzata furono lo Sichangu Nomkahpa ("Due Colpi") e l'Oglala Palani Wicakte ("Uccisore-di-Pawnee"), ma anche Toro Seduto si unì alla sollevazione dei Teton meridionali, partecipando inoltre all'attacco contro Julesburg. Le trattative iniziate a Fort Laramie nella primavera 1866 si conclusero con la stipulazione del Trattato di Laramie del 27 giugno 1866.

### La guerra di Nuvola Rossa
Una volta ripresosi, Toro Seduto condusse nuovi attacchi su Fort Berthold, Fort Stevenson e Fort Buford, tra il 1865 e il 1868; nel frattempo, Nuvola Rossa (in lakota Mahpiya Luta), leader della suddivisione Sioux Oglala, comandò di attaccare nella regione del Powder River e fu accompagnato dallo stesso Toro Seduto in tutta la regione settentrionale, dove scorre il fiume Missouri.
Dai primi del 1868 il governo statunitense assegnò diverse sistemazioni per i Sioux, a seguito della Guerra di Nuvola Rossa; dopo la vittoria sull'esercito statunitense Nuvola Rossa pretese di ottenere e controllare i territori di Fort Phil Kearny e Fort C. F. Smith, i quali furono abbandonati dai bianchi. Alcuni alleati degli Hunkpapa (come gli Sichangu, gli Oglala, i Minneconjou, gli Itazipcho, i Sihasapa e gli Yankton Sioux) firmarono il famoso Trattato di Fort Laramie, trattato di pace del 2 luglio 1868, a Fort Rice (vicino a Bismarck, Dakota del Nord). Comunque, Toro Seduto non accettò il trattato e, venuta meno la guida di Nuvola Rossa e Coda Chiazzata, nel febbraio 1869, con l'appoggio dello zio Quattro Corna ("He Topa") e del cugino Luna Nera ("Oni Sapa") nonché di giovani capi guerrieri quali Fiele ("Piji") e Cavallo Pazzo ("Tashunka Witko"), fu scelto come capo supremo degli irriducibili, e continuò ad attaccare nell'area settentrionale del Missouri, fino al 1870.

### Guerra delle Black Hills (Paha Sapa)
Toro Seduto continuò ad attaccare i  bianchi; nel 1871 attaccò anche la linea ferroviaria del Pacifico Settentrionale, cercando di riconquistare le terre Hunkpapa. La resistenza Sioux fu molto dura e nel 1872 i sopravvissuti bianchi furono salvati dalle truppe federali.
Questi continui attacchi da parte dei guerriglieri Sioux di Toro Seduto, scatenarono il famoso Panico del 1873, il quale portò al fallimento la linea ferroviaria del Pacifico Settentrionale. Non fu infatti più possibile completare questa linea in territorio Sioux, ma, in compenso, fu possibile rinvenire alcuni giacimenti auriferi presso le Black Hills ("Colline Nere", in lakota "Paha Sapa" o "Ĥe Sapa"). Una spedizione militare, condotta nel 1874 dal Tenente colonnello George Armstrong Custer, lasciò Fort Abraham Lincoln per poter esplorare questo territorio e cercare un'ubicazione appropriata per un forte militare. Quando Custer annunciò il ritrovamento determinò il Giunco d'Oro delle Black Hills, cioè l'arrivo in grande numero di vari scopritori e le tensioni tra Sioux e bianchi aumentarono al punto che si dovette decidere a chi assegnare questo territorio; che al momento della scoperta dell’oro era ufficialmente riconosciuto come territorio Sioux.
La spedizione di George Armstrong Custer poté ispezionare il territorio sorvegliata dai guerrieri lakota ma senza essere attaccata, e il governo aprì una base vicino alle Black Hills, incurante del fatto che esse fossero territorio Sioux. Nel novembre 1875, il governo ordinò di eliminare tutti i Sioux qualora si fossero rivoltati contro i bianchi; l'ostilità dei Sioux crebbe al punto che il 1º febbraio 1876 Toro Seduto e altri capi Sioux dichiararono una nuova guerra.

### Battaglia del Little Bighorn

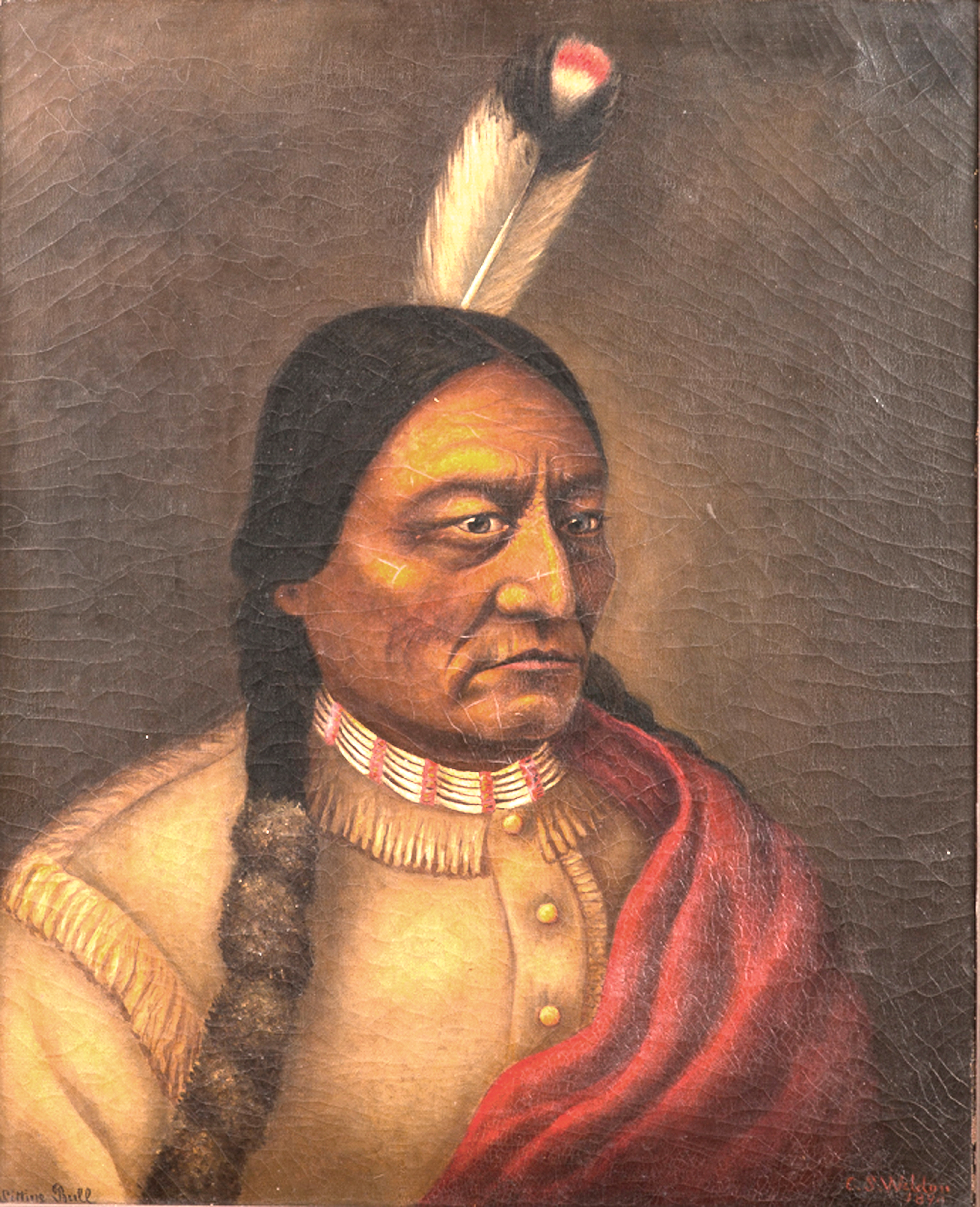
Ritratto di Toro Seduto eseguito da Caroline Weldon, che fu sua consigliera e segretaria

Il Colonnello Custer, veterano della Guerra di secessione, era un ufficiale ambizioso, che sperava di candidarsi per la presidenza degli Stati Uniti d'America ai primi anni '70 del XIX secolo. Non solo si guadagnò grande fama nella guerra di secessione, ma anche nelle azioni nei territori degli Indiani delle pianure (compresi il massacro dei Cheyenne sulle rive del Washita River del 27 novembre 1868 e la conseguente ritirata a fronte della reazione dei Kiowa e dei Comanche, la spedizione di caccia in onore del granduca Alexis Romanov nel gennaio 1872, ospitata da Sinte Galeshka "Coda Chiazzata", e la spedizione nelle Black Hills alla ricerca di oro nelle terre sacre dei Sioux nell'estate 1874). Fu facilmente notato sia fra i bianchi sia tra i nativi americani, contro i quali condusse numerose offensive.
Toro Seduto decise di ampliare gli attacchi sui bianchi, che occupavano le terre Sioux. Dalla metà del 1870 Toro Seduto si guadagnò grande rispetto fra varie popolazioni, come i Cheyenne del Nord e gli Arapaho del Nord.
Il 25 giugno 1876 il Settimo Cavalleggeri di Custer, in assenza della fanteria capitanata dal Generale Alfred Howe Terry, pianificò un attacco ad alcune tribù native mentre erano accampate presso il fiume Little Bighorn; prevedendo una facile vittoria sui "pellerossa" (reduci da una notte di festeggiamenti e riti che seguivano vittorie minori). L'esercito statunitense pensando di cogliere  di sorpresa all’alba l’accampamento indiano, ignorò fin da principio che erano vi erano più di 3.500 Sioux comandati da Toro Seduto, Cavallo Pazzo e Fiele, alleati con i Cheyenne. La difesa dei nativi, per quanto l’attacco fosse inaspettato, fu decisa e i soldati statunitensi vennero inesorabilmente sconfitti. Il numero di militari sopravvissuti era drastico e Custer fu costretto a fare ritirare le poche truppe rimaste. Le tribù condussero poi un contrattacco contro i soldati su una cresta vicina, annichilendo ulteriormente i soldati; secondo la tradizione Custer sarebbe stato tra gli ultimi a essere ucciso.
Toro Seduto partecipò di persona alla battaglia solo nelle prime fasi, ma poi lasciò che i giovani andassero in battaglia per conquistarsi le penne. In particolare a condurre il combattimento furono i capi guerrieri Fiele e Cavallo Pazzo, spronati dal sogno che aveva avuto lo stesso Toro Seduto la notte precedente riguardo ad una grande vittoria sull’esercito coloniale. Alla morte di Custer i Sioux fecero capire al governo statunitense di avere comunque rispettato il Trattato di Fort Laramie,stipulato nel 1868, essendosi solo difesi. Ma, vista l’umiliazione subita il governo statunitense dichiarò di non sentirsi più vincolato dal Trattato di Fort Laramie e nel 1877 decise di intraprendere una decisa campagna di irruzioni e stragi nelle terre Sioux, costringendo molti nativi americani ad arrendersi e rinunciare man mano ai loro territori.
Inoltre il governo degli Stati Uniti  avviò una campagna di sterminio delle mandrie di bisonte americano per privare le tribù locali di un'importante fonte di nutrimento e costringerle nelle riserve o alla resa. Tanto da spronare i soldati dell'esercito americano a cacciare i bisonti come sport e come metodo per migliorare la mira; tutto questo portò quasi all'estinzione la specie; si passo dai 60.000 di esemplari di metà 1800 a circa 5000 ad inizio 1900. Oltre alla diminuzione del numero di esemplari l’areale fu ridotto al punto di trovare animali solamente oltre il confine canadese. Toro Seduto rifiutò sempre di arrendersi e, nel maggio 1877, si trasferì con la sua tribù nello Saskatchewan, in Canada, dove rimase in esilio per molti anni ai piedi della Wood Mountain, rifiutando il perdono presidenziale e l'opportunità di ritornare.

### Resa
Fame e malanni forzarono Toro Seduto, la sua famiglia e quasi duecento suoi seguaci, a tornare negli Stati Uniti, dove fu inoltre costretto ad arrendersi il 19 luglio 1881. Il giorno successivo Toro Seduto e suo figlio Piede di Corvo, furono arrestati e condotti a Fort Buford; tuttavia il governo concesse loro l'amnistia.
Ormai non più in grado di condurre altre guerre, Toro Seduto ammise ai soldati statunitensi di averli sempre ammirati per la loro resistenza, al fine di poter un giorno unire le sue forze indiane con quelle dei bianchi e di considerarli amici. Due settimane più tardi Toro Seduto ed il figlio furono trasferiti a Fort Yates, alla Riserva indiana di Standing Rock, insieme con altri 185 Sioux.
Gli ufficiali dell'esercito ritenevano che il capo degli Hunkpapa avrebbe usato la sua presenza a Fort Yates per richiamare alcune popolazioni alleate per liberarlo. Di conseguenza, un militare suggerì di trasferire lui ed i suoi seguaci a Fort Randall, per tenerli come prigionieri di guerra. Da 185 i prigionieri Sioux passarono a 172, che furono trasferiti a Fort Randall, dove passarono i successivi 20 mesi. Dopo diverse richieste fu finalmente permesso a Toro Seduto di ritornare alla Riserva indiana di Standing Rock insieme ai suoi uomini, nel maggio 1883.

### Unione al circo Barnum
Anche se tenuto prigioniero, Toro Seduto continuava a rappresentare una sorta di minaccia per l'esercito statunitense; nel 1883, per toglierselo di torno, gli agenti governativi concessero al capo indiano di unirsi al famoso circo Barnum, dove diventò un'attrazione popolare del famoso Wild West Show, di Buffalo Bill. Insieme a Buffalo Bill, Toro Seduto viaggiò molto in America ed ebbe l'occasione di visitare le più grandi città americane; guadagnò approssimativamente $ 50 alla settimana esibendosi in cavalcate nell'arena oppure spesso tenendo un semplice discorso nella sua lingua nativa.
Il pubblico credeva che Toro Seduto parlasse di sé e del suo popolo durante i suoi discorsi. Negli anni si è diffusa la voce che il capo indiano, in realtà, rivolgesse maledizioni e improperi durante lo show, incitando il pubblico stesso ad istruire i giovani nel perfezionare le relazioni tra bianchi e nativi americani; non essendo compreso, il suo discorso veniva seguito da un forte applauso. Tale voce, sebbene diffusa, è oggi ritenuta essere una leggenda metropolitana.
Il governo statunitense approfittò dell'assenza di Toro Seduto per completare ed inaugurare la ferrovia di Wall Street del Pacifico Settentrionale, nel 1884.

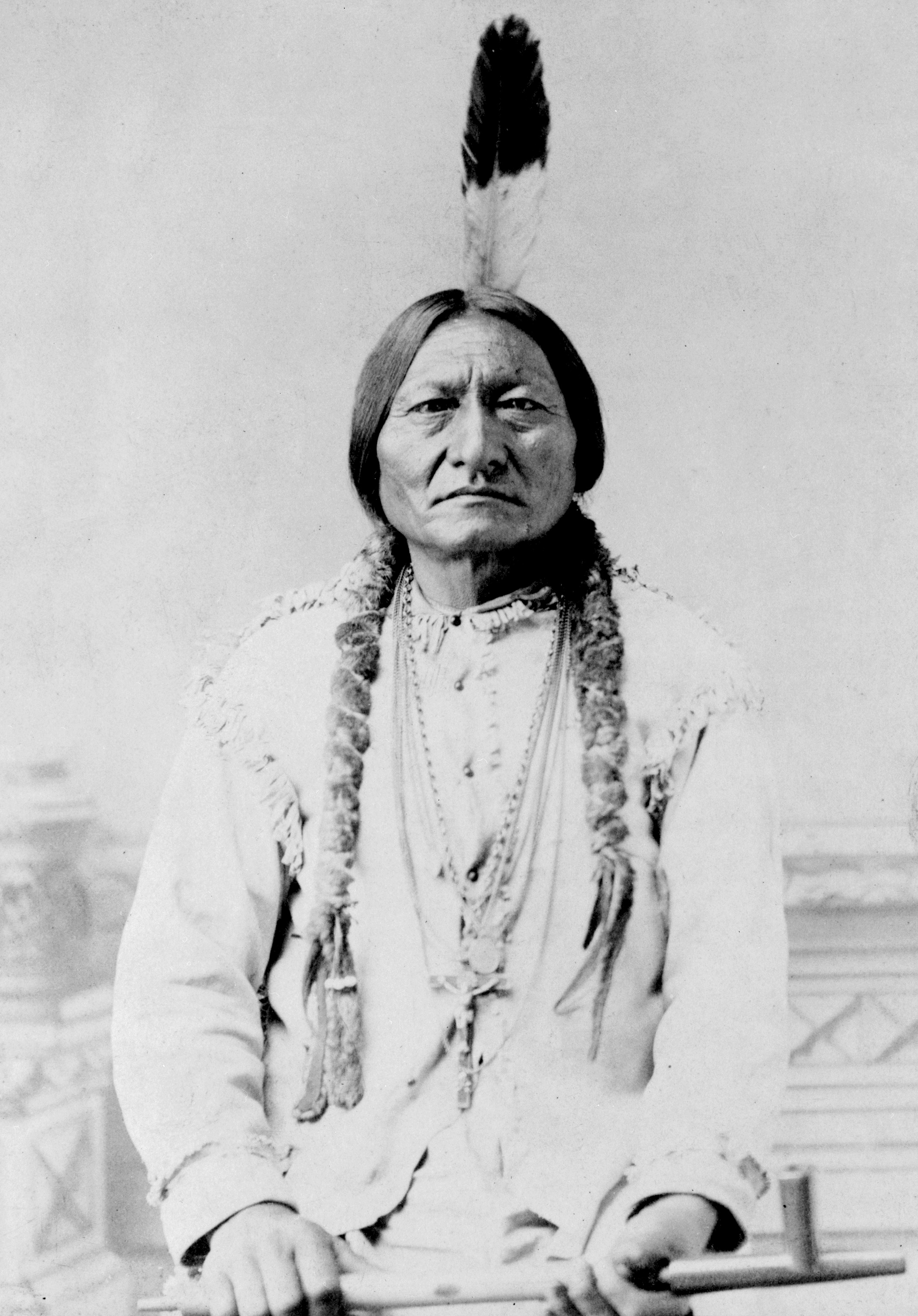
Toro Seduto nel 1885 (foto di David Francis Barry)

Toro Seduto stette con il circo Barnum solo per quattro mesi, dopodiché ritornò nella sua tribù del Dakota del Sud. In quel periodo era divenuto una celebrità, firmando molti autografi e donando i soldi che riceveva ai senzatetto ed ai mendicanti. Toro Seduto comprese che i suoi nemici non erano più solo i militari statunitensi, ma anche alcuni coloni che incontrò durante i suoi spostamenti con il circo Barnum; infatti notò che erano più avanzati tecnologicamente e considerò questa gente come indemoniata. Toro Seduto si rese conto che anche i suoi Sioux sarebbero stati influenzati da questi bianchi se avessero continuato a lottare.

## Morte e sepoltura
Toro Seduto ritornò nella Riserva Indiana di Standing Rock nel Dakota del Sud. Temendo che progettasse di fuggire dalla Riserva assieme ai praticanti della Danza degli spiriti, le autorità dell'Agenzia Indiana decisero di arrestarlo con alcuni suoi uomini, anche se Toro Seduto non era un loro sostenitore. Durante lo scontro tra i nativi e la polizia locale, generato dal tentativo di portare via il capo indiano all'alba del 13 dicembre 1890, Toro Seduto e suo figlio Piede di Corvo vennero assassinati a colpi di pistola da alcuni componenti del commando incaricato della cattura. Toro Seduto venne colpito al petto dal capo della polizia Testa di Toro e subito dopo alla testa da Tomahawk Rosso.
Il corpo di Toro Seduto venne sepolto a Fort Yates, e nel 1953 la sua salma fu riesumata da alcuni discendenti Lakota e venne trasferita nella Contea di Corson, poco distante da Mobridge, sempre nel Dakota del Sud, dove il capo indiano aveva trascorso la sua giovinezza. Toro Seduto riposa in quello che nel ventunesimo secolo è riconosciuto come Sitting Bull Monument.

## Lascito
A seguito della sua morte, la sua capanna sul Grand River fu portata a Chicago, per essere esposta alla World's Columbian Exposition, nel 1893.
La figura di Toro Seduto venne interpretata da molti attori di Hollywood nei seguenti film:
- Toro Seduto: l'ostile capo indiano (1914);
- Hands Up!, regia di Clarence G. Badger (1926) - interpretato da Noble Johnson
- Sitting Bull at the Spirit Lake Massacre, regia di Robert N. Bradbury (1927) - interpretato da Chief Yowlachie
- La storia del generale Custer (They Died with Their Boots On), regia di Raoul Walsh - (1942);
- La strage del 7º Cavalleggeri (Sitting Bull), regia di Sidney Salkow (1954) - interpretato da J. Carrol Naish
- Buffalo Bill e gli indiani (Buffalo Bill and the Indians, or Sitting Bull's History Lesson), regia di Robert Altman - interpretato da Frank Kaquitts (1976);
- L'ultimo pellerossa (Bury My Heart at Wounded Knee), regia di Yves Simoneau - interpretato da August Schellenberg (2007).

Con il passare del tempo la popolarità mondiale di Toro Seduto crebbe sempre più. A Legoland, in Danimarca, è esposta una scultura di LEGO di Toro Seduto, la più grande scultura del parco. Il 14 settembre 1989 il servizio postale degli Stati Uniti emise un francobollo che rappresenta un'immagine di Toro Seduto, con un valore nominale di 28 centesimi. Il 6 marzo 1996 il consiglio tribale Sioux della Riserva indiana di Standing Rock votò di cambiare il nome del locale collegio universitario (precedentemente Università Comunale di Riserva indiana di Standing Rock) in Collegio di Toro Seduto, in onore del valoroso capo indiano Hunkpapa.